# Klawisze strzałek

Położenie klawiszy strzałek na klawiaturze

Klawisze strzałek (także: klawisze kierunkowe, strzałki kierunkowe, ↑, →, ↓, ←) – klawisze na klawiaturze komputerowej służące do przemieszczania kursora w określonym kierunku. Umieszczone są one na dole klawiatury, po lewej stronie bloku numerycznego, w układzie odwróconej litery T. Klawisze te są najczęściej wykorzystywane do nawigacji po dokumentach oraz w grach komputerowych. W czasach, kiedy myszki komputerowe nie były powszechnie używane, wykorzystanie tych klawiszy było jedynym sposobem przemieszczania kursora po ekranie.

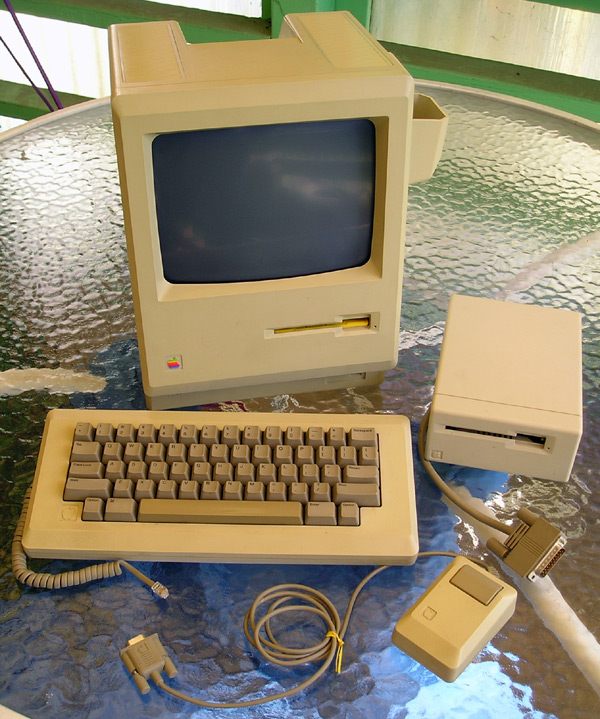
Oryginalne komputery Apple Mac nie miały klawiszy strzałek

W komputerach Apple Macintosh na klawiaturze nie było klawiszy strzałek, ponieważ do nawigacji wykorzystywana była myszka. Wczesne modele tych komputerów miały klawisze strzałek umieszczone w jednej linii poniżej prawego klawisza ⇧ Shift (ze względu na brak bloku z klawiszami End, Insert, itp.).
Niektóre starsze klawiatury, zwłaszcza do komputerów XT, posiadały 8 klawiszy kierunków. Oprócz podstawowych kierunków posiadały dodatkowo 4 kolejne, umożliwiające poruszanie się po skosie. Sam układ przypominał Różę wiatrów o 8 kierunkach.
Alternatywy dla klawiszy strzałek:
- Klawisze W, A, S, D lub W, A, X, D (na klawiaturze QWERTY) lub A, O, E (na klawiaturze Dvoraka). Czasami kombinacja ta jest używana równocześnie z klawiszami strzałek, na przykład w grach komputerowych klawisze te mogą służyć do przemieszczania postaci gracza, a klawisze strzałek do poruszania kamerą;
- E, S, D, F,
- 8, 4, 6, 2 lub 7, 8, 4, 5 na klawiaturze numerycznej,
- I, J, K, L,
- H, J, K, L (na przykład w edytorze vi),
- E, S, D, X używane w edytorze tekstu WordStar,
- O, P, Q, A (w niektórych starszych grach).